# 메갈로폴리스 (영화)
《메갈로폴리스》(영어: Megalopolis)는 2024년 개봉한 미국의 서사, SF 드라마 영화이다. 프랜시스 포드 코폴라가 감독과 각본을 맡았다. 2024년 칸 영화제 황금종려상 경쟁 후보작이다.

## 줄거리
21세기 대체 뉴욕 (새로운 로마)을 배경으로, 선견지명이 있는 건축가 세자르 카틸리나와 부패한 시장 프랭클린 시세로 간의 대립이 주요 줄거리다. 세자르는 미래 도시 "메갈로폴리스"를 건설하여 새로운 로마를 부흥시키려 하지만, 시세로는 카지노 건설로 단기적인 세수 증대를 추구하며 그의 계획을 반대한다.
영화는 로마 역사, 특히 기원전 63년 카틸리나의 음모와 로마 공화정에서 제정으로의 전환을 강하게 참조한다. 세자르는 '메갈론'이라는 혁신적인 건축 자재를 발명하고 시간을 멈추는 초능력도 가지고 있지만, 과거 아내의 죽음에 대한 죄책감과 알코올 중독에 시달린다. 그는 시세로의 딸 줄리아를 만나 사랑에 빠지고, 둘이 함께 있을 때 시간을 멈출 수 있다는 것을 발견한다.
세자르의 삼촌이자 거부인 크라수스의 결혼식에서 십대 팝스타 베스타 스위트워터와의 스캔들이 터지고, 이는 시세로에게 세자르를 탄압할 구실을 제공한다. 그러나 줄리아의 도움으로 세자르는 누명을 벗는다. 한편, 소련 위성 카르타고의 추락으로 새로운 로마는 큰 피해를 입고, 세자르는 파괴된 도시에서 메갈로폴리스 건설을 시작한다.
크라수스의 조카 클로디오 풀케르는 메갈로폴리스를 반대하는 대중 정치인으로 등장하여 세자르를 압박하고, 파시스트적인 선동으로 권력을 얻으려 한다. 풀케르는 세자르를 죽이려 하지만 실패하고, 세자르는 가족 재산으로 메갈로폴리스 건설을 계속한다. 임신한 줄리아는 세자르와 시세로 간의 화해를 시도하지만, 시세로는 여전히 세자르의 이상주의에 동조하지 않는다.
풀케르와 크라수스의 아내는 크라수스의 은행을 장악하려 하지만, 크라수스는 두 사람을 모두 죽인다. 풀케르 지지자들의 폭동이 일어나자 세자르는 시세로와 동맹을 맺고, 연설로 대중을 설득하여 폭동을 진압한다. 크라수스의 재정 지원으로 세자르는 메갈로폴리스를 완성하고, 시세로는 세자르와 줄리아의 딸과 함께 더 나은 미래를 건설하겠다고 약속한다. 새해 전야, 줄리아는 시간을 멈추지만, 딸만이 영향을 받지 않는 모습으로 영화는 끝난다.

## 출연진
- 애덤 드라이버 - 시저 커틸리나
- 잔카를로 에스포시토 - 프랭클린 시서로 시장
- 내털리 이매뉴얼 - 줄리아 시서로
- 오브리 플라자 - 와우 플래티넘
- 샤이아 러버프 - 클로디오 풀처
- 존 보이트 - 해밀턴 크라서스 3세
- 로런스 피시번 - 푼디 로메인
- 제이슨 슈워츠먼 - 제이슨 잰더즈
- 캐스린 헌터 - 테리사 시서로
- 더스틴 호프먼 - 너시 버먼
- 탈리아 샤이어 - 콘스턴스 크라서스 커틸리나
- 그레이스 밴더월 - 베스타 스위트워터
- 클로이 파인먼 - 클로딘 풀처
- 제임스 리마 - 찰스 코소프
- D. B. 스위니 - 스탠리 하트 경찰서장
- 이저벨 쿠즈먼 - 클로딘 풀처
- 베일리 아이브스 - 휴이 윌크스
- 매들린 가델라 - 클로뎃 풀처
- 밸세이저 게티 - 아람 카잔지안
- 로미 마스 - 뉴스 리포터
- 헤일리 심스 - 서니 호프 커틸리나